# Etmopterus dislineatus
Etmopterus dislineatus är en hajart som beskrevs av Last, Burgess och Bernard Séret 2002. Etmopterus dislineatus ingår i släktet Etmopterus och familjen lanternhajar. IUCN kategoriserar arten globalt som livskraftig. Inga underarter finns listade i Catalogue of Life.